# 国民連合 (フランス)
国民連合（こくみんれんごう、仏: Rassemblement National：RN）は、保守、国家主義、ポピュリズムを標榜するフランスの政党である。旧党名は国民戦線（こくみんせんせん、仏: Front National ：FN）。2018年6月1日に改名した。
ジャン＝マリー・ル・ペンの国民戦線時代は反ユダヤ主義、排外主義、人種主義といった思想を公然と掲げ、イタリア社会運動・国民右翼と並んでネオファシズム政党の代表格とされていた。
しかし、創設者の娘であるマリーヌ・ル・ペンが党首に就任してからは穏健路線に転換しており、党名も国民連合へと変更した。

## 党史

### ジャン＝マリー・ル・ペン時代（1972年 - 2011年）

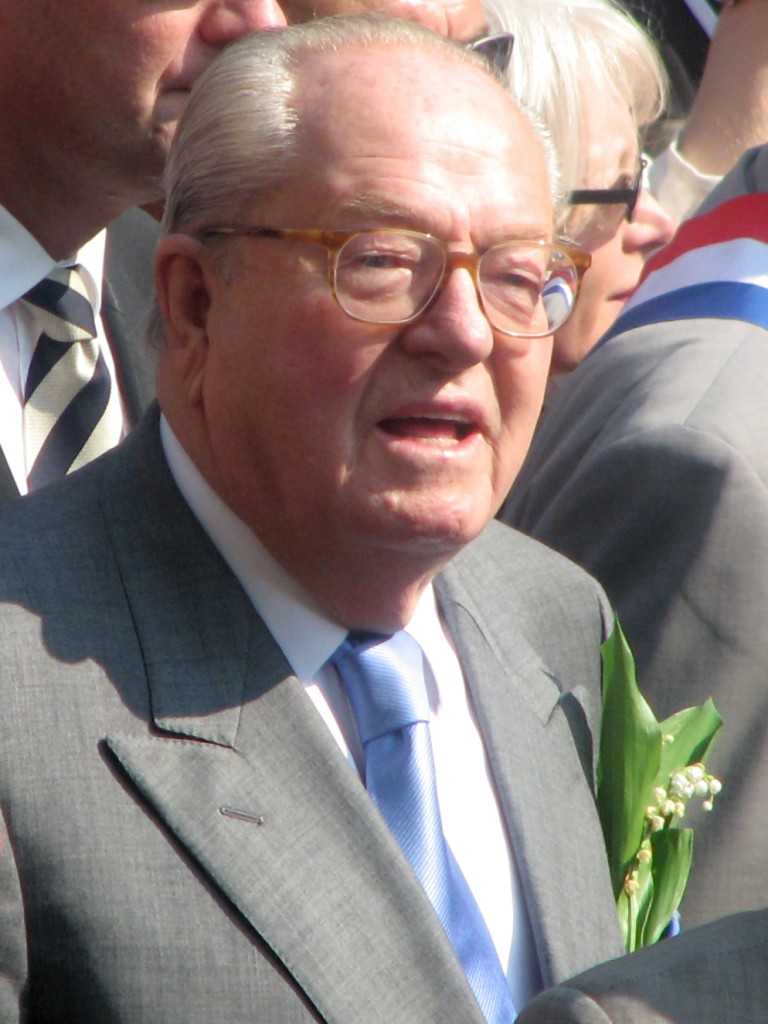
ジャン＝マリー・ル・ペン

1972年10月、ジャン＝マリー・ル・ペン（ルペン）がイタリア社会運動の影響を受けて結党し、国旗と同じ「三色の炎」の党章を採用して右派勢力の結集を目指した。
結成当初は弱小政党だったが、1980年代に入りフランスの経済が悪化し失業者が急増すると、労働者層を中心に支持を広げた。しかし、党の極端な主張はフランス社会から忌避されており、主要政党からは敬遠されて孤立した状態が続いた。二回投票制を採用している国民議会選挙では、毎回のように決選投票で落選運動を起こされ、1割近い得票がありながら議席を得る事ができなかった。
例外的に1986年国民議会議員選挙では、選挙制度が比例代表制に変更された事で35議席に躍進した。しかし、国民戦線のこれ以上の躍進を恐れた主要政党によって、次の選挙では早くも小選挙区制に戻され1議席に激減した。一方、比例代表制が一貫して採用されている欧州議会選挙では、1980年代から10議席前後の議席を獲得している。
1997年以降、景気が回復し失業率が解消され始めると支持率が低下し、ルペンの度重なる暴言や社会党候補に対する暴行事件に党ナンバー2のブルーノ・メグレが反発するなど党内対立が生じた。また、議会選挙で唯一当選した候補か公職選挙法違反で当選無効となったり、暴漢によってルペンの自宅がダイナマイトで爆破される被害も受けた。1998年12月の欧州議会選挙を巡って対立は激しくなり、メグレは離党して1999年1月に新党「共和国運動」を結成した。
一時は党の存続が危ぶまれたが、EU統合やグローバリズムの進展によって経済格差や移民問題が表面化すると、急速に支持を回復した。2002年の大統領選挙では泡沫候補と見られていたルペンが決選投票まで残り、フランス中に衝撃を与えた。だが議会選と同様に、決選投票では諸政党の支持者が反ルペンの一点で結束した事で17.79%の得票に留まり、現職のジャック・シラクに大差で敗北した。
2005年に発生したパリ郊外暴動事件などの影響もあって党勢回復が続くものと見られていたが、2007年の国民議会選挙では過去最低となる4.3%の得票にとどまった。これは大統領選では協力を継続していたメグレ率いる共和国運動の票が投じられなかった事が要因と見られている。2010年、ルペンは党首を辞任し引退する意向を示した。
2011年1月16日、党大会でルペンの三女であるマリーヌ・ル・ペン（ルペン）が第2代党首に選出された。

### マリーヌ・ル・ペン時代（2011年 - 2022年）

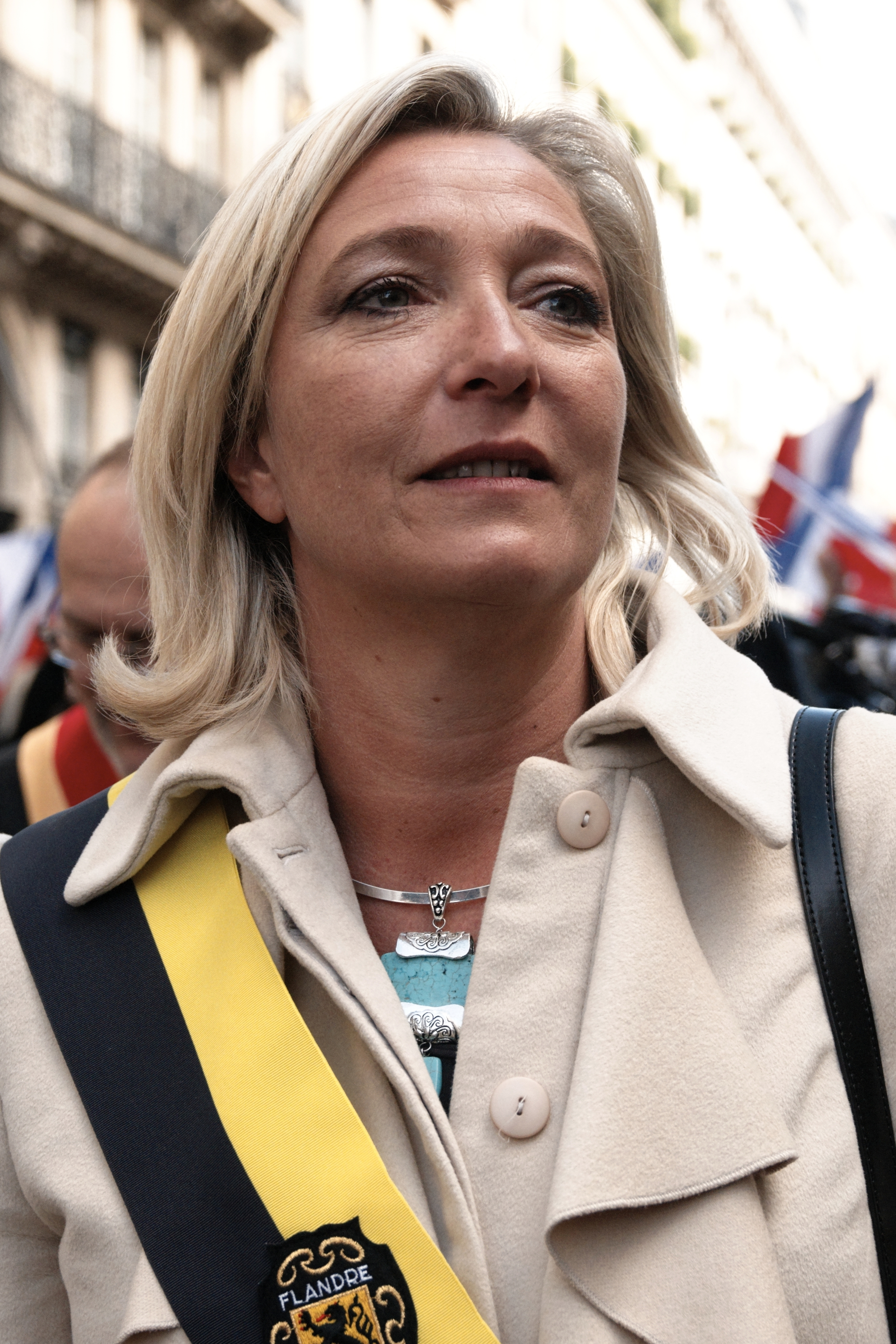
マリーヌ・ル・ペン

2012年の大統領選挙に父の後を継いだ党首マリーヌ・ルペンが出馬し、父を凌ぐ得票率17.90%を獲得したが、得票1位のフランソワ・オランドと得票2位のニコラ・サルコジに阻まれて決選投票には進めなかった。大統領選挙直後に行われた議会総選挙では、マリーヌ現党首の姪にあたるマリオン・マレシャル＝ル・ペンとジルベール・コラールの2名が当選、14年ぶりに国民議会における議席を復活させた。
2013年10月13日、ヴァール県議会補欠選挙の決選投票において国民戦線の候補が得票率54%で当選した。地方の1議席をめぐる争いであったが、フィガロ紙は「国家的影響がある」と大きく報じた。2013年10月の世論調査では、翌年5月の欧州議会選挙での投票先を国民戦線と回答した者が24%となり、国民運動連合（22%）や社会党（19%）を上回って首位となった。
2013年10月、アラン・ドロンがスイス紙とのインタビューで「国民戦線は重要な位置を占めている。よいことだと思うし、理解もする」と国民戦線への支持を表明した。このことが物議を醸し、同氏は10月18日に美女コンテスト「ミス・フランス」運営委員会の名誉会長を辞任に追い込まれた。
2014年フランス統一地方選挙の第1回投票では5%の票を獲得、2008年の第1回投票時の得票率0.9%を大きく上回り躍進、ルペン党首は「FNは主要な独立勢力の段階に到達した。国家レベルでも地方レベルでも、ひとつの政治勢力となった」と語った。また、第1回投票においてアヴィニョン、エナン＝ボーモンで第1位となったことが大きな話題となった。3月30日に行われた第2回投票では得票率6.8％となり、14以上の自治体で第1党となった。
2014年欧州議会議員選挙では、約25%の得票を得て24議席を獲得、大躍進を果たす。マニュエル・ヴァルス首相は、選挙結果を「警鐘どころではない。衝撃であり、地震だ」と述べた。フランソワ・オランド大統領は選挙結果を受けて閣僚らの緊急会議を招集した。
従来の支持層に加えてマリーヌ・ルペン体制では党の穏健化が推進されており、反ユダヤ的発言やホロコースト否定論など相変わらず暴言を繰り返していた前党首ジャン＝マリー・ル・ペンとの確執が深まり、ジャン＝マリーは2015年5月に国民戦線の党員資格を停止され、その後除名された。
2015年11月、パリ同時多発テロ事件の直後に実施されたフランスの州議会議員選挙（比例代表2回投票制）では、国民戦線は「反移民」をスローガンに掲げ、テロへの不安を背景に支持を取り込んだ。第1回投票におけるフランス全体での得票率は28%と、2010年に行なわれた前回選挙の11%から躍進し、全13の選挙区のうち6つで首位となり、特にジャン＝マリー・ル・ペン党首の選挙区とマリオン・マレシャル＝ルペンの選挙区ではそれぞれ41％の得票率を獲得し、第2回投票で第一党となる可能性が出た。与党の社会党は第2回投票で「極右の躍進阻止」をスローガンに掲げ、2002年の大統領選以来となる選挙協力を実施。上記2つの選挙区での出馬を取りやめ、サルコジ前大統領の率いる共和党への投票を呼び掛けた結果、国民戦線は全ての選挙区で敗北した。

### 国民連合への移行
2017年、フランス大統領選挙に出馬したマリーヌ・ルペンが21.30%を得票して第1回投票で1位となり、2002年大統領選以来の衝撃をフランス政界に与えた。だが父と同じく決選投票では極右とみなされて敬遠され、33.90%の得票に留まってエマニュエル・マクロンに敗北。穏健化の必要性を再認識する結果となった。
2018年、穏健化の一環として党名を国民連合（Rassemblement National）に改称、党のロゴも刷新した。また除名後も名誉職に留まっていた父ジャン＝マリー・ルペンについて、同年3月11日に名誉職からも解任した。改称後は家計支援の減税など庶民に訴える選挙戦を徹底し、排外的な主張を控えた親しみやすいイメージで国民に接する事で確実に「脱悪魔化」を達成しつつある。同時に党内では穏健化への不満も根強く、父ルペンを支持する姪のマレシャル＝ルペンとの対立も生じている。
2021年、同年の地方選挙では路線変更で極右支持層が離れた事に加え、コロナウィルスの影響による歴史的な低得票率から政権与党の不満の受け皿となれず、党勢は上向かなかった。
2022年5月、大統領選挙において従来の支持層から引き続き支持を受けつつ、不況に苦しむ庶民に広く呼び掛ける戦術が功を奏して第1回投票で23.4％を獲得し、決選投票では41.5%の得票を獲得した。敗れはしたものの、国民の半数近くから支持を得た事は大きな成功であった。
2022年6月、国民議会選挙でマリーヌ・ルペンを筆頭に国民連合の候補者が小選挙区で次々と勝利し、結党以来最大となる89議席に躍進した。
2022年11月5日、パリで開かれた党大会でジョルダン・バルデラが第3代党首に選出された。
2024年6月9日に執行された欧州議会議員選挙で国民連合は躍進し、得票率でマクロン政権与党にダブルスコアをつける大勝を収めた。これを受けてマクロン大統領は議会を解散し、6月から7月にかけて議会総選挙を執行すると表明。6月10日には社会党＆公共広場、ヨーロッパ・エコロジー＝緑の党、不服従のフランス、フランス共産党の4党が極右政党に対抗するためとして、総選挙で左派連合を結成すると発表したが、翌11日には共和党の総裁が国民連合と選挙連合を組むと表明した。

## 台頭の背景

### 社会党による自由化政策
フランソワ・オランド所属の社会党は、悪化傾向の失業率を改善しフランスの経済を上向かせる公約を掲げ選挙に勝利した。フランソワ・ミッテランのようにオランドも始めのうちは伝統的な左派路線に則っていた。オランド政権の初年度、富裕税を提案したり衰退するフランス産業を再浮上させるべく努めた。だが2014年末までには彼らの公約は空虚なものであることが露呈、オランドは自由主義的政策への方針転換に反対する人材を排除し、かわりにマニュエル・ヴァルスやエマニュエル・マクロンなどを登用した。労働市場の自由化を断行するためである。失業率の上昇は止まらなかった。2015年3月31日にオランド政権はその自由化の方向性を変えないとアンゲラ・メルケルに確約した。
社会党はフランスの労働者階級の受け皿になることができず、見放され始めた。代わって極左のメランションが労働者の支持を集めている。

## 政策
マリーヌ・ル・ペンが党首を務める2014年時点でのFNの基本的な政策としては、合法的な移民の数を年間2万人から1万人に下げる、フランスに住む移民の家族や配偶者の無条件なフランス居住を禁止、シェンゲン協定の破棄、そしてフランス市民権を得るための条件を厳しくするなどがあげられる。さらには警察官の数を2倍にする。中小企業へ減税する。フランスの製造業を守るための関税を徹底させる。フランス語の国際的地位の回復に取り組む。児童手当など家庭への手当てはフランス国民の家庭にのみ給付する。伝統的な家族観とりわけ親子観を大事にする。フランスの国家主権を取り戻すため、EUの基本条約の大幅な見直し交渉を行う。フランス独自の農業政策の構築を行い、EUの共通農業政策から離脱するなどが挙げられる。
外交面においてはマリーヌ・ル・ペン党首はロシアのプーチン大統領を評価しており、ウクライナ問題においてもウクライナがアメリカ合衆国に征服されているとみており、ウクライナはいずれの勢力からも独立を保つべきとの立場を主張している。NATOによる強い反露主義に警笛を鳴らしており、反露傾向を強めるアメリカ合衆国を新冷戦の最前線にいるとして非難している。また、父の時代から既に親イスラエル的であったが、より明瞭になっている。
同性愛についてはシビル・ユニオンで十分であるとする立場であり、同性結婚を廃止する。ただ、同性愛者の人権も尊重しており、他の主要政党より同性愛者の幹部が多い。副党首のフロリアン・フィリポも同性愛者とされる。

### 2012年以前の政策
極右政党の色が濃かったジャン＝マリー・ル・ペン時代の政策。より現実主義を取り、排外主義とは決別し政策的には福祉の充実や弱者の保護を打ち出した現在の国民戦線とはかなり異なる。
- 移民の制限。ただし、フランスの文化を尊重、保護する移民は拒まない。
- たとえフランス国籍を持つ移民や移民二世・三世でも、犯罪を行った場合は出身国へ強制送還させる。
- 伝統的な生活様式を保護する。特に農民を尊重する。
- フランス国内のモスク建設の停止。
- 麻薬の密売人や、小児性愛などの性犯罪者、児童虐待した親、殺人者、テロリストを特に対象として、死刑を復活させる。
- 公務員の削減[要出典]。
- 減税。
- 極左に操られているような団体に対する補助金の廃止。
- 放任主義を減らし、道徳の復権をはかる。
- 犯罪者や移民には寛容ゼロ（tolérance zéro）で臨む。ただし、フランスを大切にする移民・外国人は尊重する。
- 同性カップルもパートナーシップを結べる民事連帯契約法の廃止。
- 国籍に関してはいわゆる血統主義を採用する。

### 政策に対する評価
極右と評価されるが、一方で福祉政策にも積極的に取り組んでおり、右派だけでなく左派にも支持者がいる。

## 役職

### 党首
| 代   | 画像            | 歴代党首（Président）    | 在任期間                      |
| ---- | --------------- | ------------------------ | ----------------------------- |
| 1    |                 | ジャン＝マリー・ル・ペン | 1972年10月5日 – 2011年1月16日 |
| 2    |                 | マリーヌ・ル・ペン       | 2011年1月16日 – 2021年9月13日 |
| 代行 | Jordan Bardella | ジョルダン・バルデラ     | 2021年9月13日 – 2022年11月5日 |
| 3    | Jordan Bardella | ジョルダン・バルデラ     | 2022年11月5日 – 現職          |

### 副党首
|   | 画像 | 氏名                       |
| - | ---- | -------------------------- |
| 1 |      | ルイ・アリオ               |
| 2 |      | デヴィッド・ラシュリンヌ   |
| 3 |      | エレーヌ・ラポルト         |
| 4 |      | エドヴィージュ・ディアーズ |
| 5 |      | ジュリアン・サンチェズ     |
| 6 |      | セバスチャン・ショニュー   |

## 近年の党勢
| 選挙                     | 獲得議席 | 定数 | 議席占有率 |
| ------------------------ | -------- | ---- | ---------- |
| 2007年フランス議会総選挙 | 0        | 577  | 0%         |
| 2012年フランス議会総選挙 | 2        | 577  | 0%         |
| 2017年フランス議会総選挙 | 8        | 577  | 1%         |
| 2022年フランス議会総選挙 | 89       | 577  | 15%        |
| 2024年フランス議会総選挙 | 142      | 577  | 25%        |

## 関連文献
- 宮畑建志（６ フランス 国民戦線）「欧州における主なポピュリズム政党」（PDF）『調査と情報―ISSUE BRIEF―』No.961、国立国会図書館 調査及び立法考査局、2017年4月25日。